# Thomas Shields
Thomas Allen Shields (Panama City (Florida), 11 juli 1991) is een Amerikaanse zwemmer. Hij vertegenwoordigde zijn vaderland op de Olympische Zomerspelen 2016 in Rio de Janeiro.

## Carrière
Bij zijn internationale debuut, op de wereldkampioenschappen kortebaanzwemmen 2012 in Istanboel, veroverde Shields de zilveren medaille op de 100 meter vlinderslag en de bronzen medaille op de 50 meter vlinderslag. Op de 4x100 meter wisselslag sleepte hij samen met Matt Grevers, Kevin Cordes en Ryan Lochte de wereldtitel in de wacht.
Tijdens de Pan-Pacifische kampioenschappen zwemmen 2014 in Gold Coast werd de Amerikaan uitgeschakeld in de series van de 100 meter vlinderslag en gediskwalificeerd in de series van de 200 meter vlinderslag. Op de wereldkampioenschappen kortebaanzwemmen 2014 in Doha behaalde Shields de zilveren medaille op de 100 meter vlinderslag, daarnaast eindigde hij als vierde op de 200 meter vlinderslag en als vijfde op de 50 meter vlinderslag. Samen met Josh Schneider, Jimmy Feigen en Ryan Lochte legde hij, op de 4x50 meter vrije slag, beslag op de zilveren medaille. Op de 4x100 meter wisselslag veroverde hij samen met Matt Grevers, Cody Miller en Ryan Lochte de zilveren medaille. Samen met Jimmy Feigen, Matt Grevers en Ryan Lochte sleepte hij de bronzen medaille in de wacht op de 4x100 meter vrije slag. Op de 4x50 meter wisselslag legde hij samen met Eugene Godsoe, Cody Miller en Josh Schneider beslag op de bronzen medaille.
In Kazan nam de Amerikaan deel aan de wereldkampioenschappen zwemmen 2015. Op dit toernooi eindigde hij als vierde op de 100 meter vlinderslag en als achtste op de 200 meter vlinderslag. Samen met Ryan Murphy, Kevin Cordes en Nathan Adrian werd hij wereldkampioen op de 4x100 meter wisselslag.
Tijdens de Olympische Zomerspelen van 2016 in Rio de Janeiro eindigde Shields als zevende op de 100 meter vlinderslag, op de 200 meter vlinderslag strandde hij in de series. Samen met David Plummer, Kevin Cordes en Caeleb Dressel zwom hij in de series van de 4x100 meter wisselslag, in de finale legden Ryan Murphy, Cody Miller, Michael Phelps en Nathan Adrian beslag op de gouden medaille. Voor zijn aandeel in de series ontving Shields eveneens de gouden medaille. Op de wereldkampioenschappen kortebaanzwemmen 2016 in Windsor veroverde hij de zilveren medaille op de 50, 100 en 200 meter vlinderslag. Op de 4×50 meter vrije slag behaalde hij samen met Paul Powers, Blake Pieroni en Michael Chadwick de zilveren medaille, samen met Jacob Pebley, Cody Miller en Michael Chadwick sleepte hij de zilveren medaille in de wacht op de 4×50 meter wisselslag. Op de 4×100 meter vrije slag veroverde hij samen met Michael Chadwick, Paul Powers en Blake Pieroni de bronzen medaille, samen met Lilly King, Kelsi Worrell en Michael Chadwick werd hij wereldkampioen op de 4×50 meter wisselslag gemengd.
In Lima nam de Amerikaan deel aan de Pan-Amerikaanse Spelen 2019. Op dit toernooi veroverde hij de gouden medaille op de 100 meter vlinderslag, daarnaast eindigde hij als achtste op de 200 meter vlinderslag. Op de 4×100 meter wisselslag legde hij samen met Daniel Carr, Nic Fink en Nathan Adrian beslag op de gouden medaille.

## Internationale toernooien
| Jaar | Olympische Spelen                                                                             | WK langebaan                                                  | WK kortebaan | PanPacs                                     | Pan-Amerikaanse Spelen                                     |
| ---- | --------------------------------------------------------------------------------------------- | ------------------------------------------------------------- | --- | ------------------------------------------- | ---------------------------------------------------------- |
| 2012 | geen deelname                                                                                 |                                                               | 50m vlinderslag · 100m vlinderslag · 4x100m wisselslag |                                             |                                                            |
| 2013 |                                                                                               | geen deelname                                                 | |                                             |                                                            |
| 2014 |                                                                                               |                                                               | 5e 50m vlinderslag · 100m vlinderslag · 4e 200m vlinderslag · 4x50m vrije slag · 4x100m vrije slag · 4x50m wisselslag · 4x100m wisselslag                          | serie 100m vlinderslag DSQ 200m vlinderslag |                                                            |
| 2015 |                                                                                               | 4e 100m vlinderslag · 8e 200m vlinderslag · 4x100m wisselslag | |                                             | geen deelname                                              |
| 2016 | 7e 100m vlinderslag · 20e 200m vlinderslag · 4x100m wisselslag · Shields zwom enkel de series |                                                               | 50m vlinderslag · 100m vlinderslag · 200m vlinderslag · 4×50m vrije slag · 4×100m vrije slag · 4×50m wisselslag · DSQ 4×100m wisselslag · 4×50m wisselslag gemengd |                                             |                                                            |
| 2017 |                                                                                               | geen deelname                                                 | |                                             |                                                            |
| 2018 |                                                                                               |                                                               | geen deelname | geen deelname                               |                                                            |
| 2019 |                                                                                               | geen deelname                                                 | |                                             | 100m vlinderslag · 8e 200m vlinderslag · 4×100m wisselslag |
| 2020 | Geen toernooien vanwege de coronapandemie                                                     | Geen toernooien vanwege de coronapandemie                     | Geen toernooien vanwege de coronapandemie | Geen toernooien vanwege de coronapandemie   | Geen toernooien vanwege de coronapandemie                  |
| 2021 | 24 juli-1 augustus                                                                            |                                                               | 13-18 december |                                             |                                                            |

## Persoonlijke records
Bijgewerkt tot en met 22 november 2020
Kortebaan
| Afstand          | Tijd    | Datum            | Plaats    |
| ---------------- | ------- | ---------------- | --------- |
| 50m vlinderslag  | 22,32   | 31 oktober 2020  | Boedapest |
| 100m vlinderslag | 48,47   | 21 november 2020 | Boedapest |
| 200m vlinderslag | 1.48,66 | 22 november 2020 | Boedapest |

Langebaan
| Afstand          | Tijd    | Datum            | Plaats   |
| ---------------- | ------- | ---------------- | -------- |
| 50m vlinderslag  | 23,85   | 15 augustus 2015 | Chartres |
| 100m vlinderslag | 51,03   | 7 augustus 2015  | Kazan    |
| 200m vlinderslag | 1.55,09 | 6 augustus 2014  | Irvine   |